# وکیل‌آباد پایین جام
وکیل‌آباد پایین جام، روستایی از توابع بخش پائین جام شهرستان تربت جام در استان خراسان رضوی ایران است.

## جمعیت
این روستا در دهستان زام قرار دارد و براساس سرشماری مرکز آمار ایران در سال ۱۳۸۵، جمعیت آن ۴۰۹ نفر (۱۰۴خانوار) بوده‌است.